# 图尔贾普尔
图尔贾普尔（Tuljapur），是印度马哈拉施特拉邦奥斯马纳巴德县的一个城镇。总人口31714（2001年）。

## 人口
该地2001年总人口31714人，其中男性16503人，女性15211人；0—6岁人口4453人，其中男2359人，女2094人；识字率68.62%，其中男性为76.40%，女性为60.17%。